# Wustrow (Wendland)
Wustrow város Németországban, azon belül Alsó-Szászország tartományban. Lakosainak száma 2748 fő (2023. december 31.).

## A Város részei
- Blütlingen
- Dolgow
- Ganse
- Güstritz
- Klennow
- Königshorst
- Lensian
- Neritz
- Schreyahn
- Teplingen
- Wustrow

## Népesség
A település népességének változása:
| Lakosok száma | 2866 | 2856 | 2792 | 2788 | 2772 | 2779 | 2748 |
|               | 2015 | 2016 | 2017 | 2019 | 2021 | 2022 | 2023 |